# فرآوری سرب

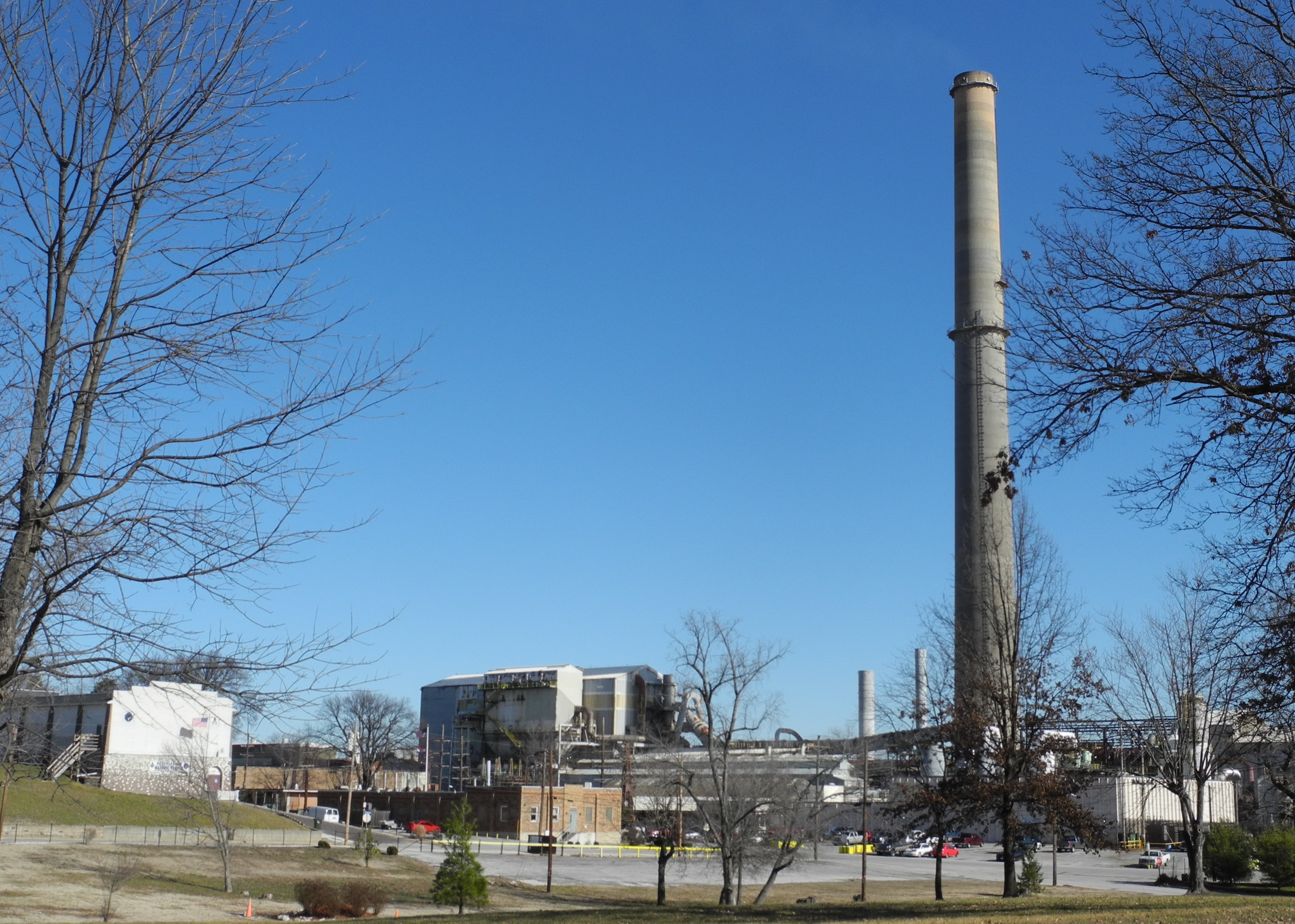
تأسیسات ذوب اولیه سرب Doe Run در هرکولانیوم، میسوری که اکنون بسته شده‌است

کارخانه‌های تولید سرب معمولاً به عنوان کارخانه‌های ذوب سرب شناخته می‌شوند. تولید سرب اولیه با پخت آغاز می‌شود. سنگ معدن سرب غلیظ با آهن، سیلیس، شار سنگ آهک، کک، خاکستر سودا، پیریت، روی، مواد سوزاننده یا ذرات کنترل آلودگی وارد دستگاه تف جوشی می‌شود. ذوب از مواد کاهنده مناسبی استفاده می‌کند که با آن عناصر اکسید کننده ترکیب می‌شود تا فلز را آزاد کند. کاهش مرحله نهایی فرآوری است که در دمای بالا انجام می‌شود. اینجاست که اکسید تبدیل به عنصر فلزی می‌شود. یک محیط کاهنده (اغلب توسط مونوکسید کربن در کوره ای که کمبود هوا دارد فراهم می‌شود) باعث می‌شود تا اتم‌های اکسیژن نهایی از فلز خام بیرون کشیده شوند.
سرب معمولاً در کوره بلند ذوب می‌شود و از زینتر سرب تولید شده در فرایند پخت و کک برای تأمین منبع گرما استفاده می‌شود. با ذوب شدن، چندین لایه در کوره تشکیل می‌شود. ترکیبی از سرب مذاب و سرباره در انتهای کوره فرومی‌رود، با لایه‌ای از سبک‌ترین عناصر به نام speiss، از جمله آرسنیک و آنتیموان شناور در بالای مواد مذاب. شمش‌های خام و لایه‌های سرباره سرب از «جلو کوره» خارج می‌شوند و به «پیشگاه» می‌ریزند، جایی که دو جریان از هم جدا می‌شوند. جریان سرباره سرب، حاوی بیشتر عناصر «شار» اضافه شده به دستگاه تف جوشی (عمدتاً سیلیس، سنگ آهک، آهن و روی) می‌تواند دور انداخته شود یا برای بازیابی روی موجود، فرآوری شود.
سپس شمش سرب خام که حاوی مقادیر قابل توجهی مس است، تحت «آب‌پاشی مس» قرار می‌گیرد. در این مرحله عنصر گوگرد معمولاً به شکل جامد به شمش سرب خام مذاب اضافه می‌شود تا با مس موجود واکنش دهد. در این مرحله یک لایه «مات» تشکیل می‌شود که بیشتر مس جدا شده از شمش سرب خام و برخی ناخالصی‌های دیگر به عنوان سولفیدهای فلزی در آن قرار دارد. اسپیس و مات معمولاً به کارخانه‌های ذوب مس فروخته می‌شوند و در آنجا برای پردازش مس تصفیه می‌شوند.
سرب حاصل از کوره بلند که شمش سرب نامیده می‌شود، سپس تحت فرایند آبپاشی قرار می‌گیرد. شمش در کتری، هم زده می‌شود و سپس تا ۷۰۰–۸۰۰ درجه سرد می‌شود. این فرایند منجر به مذاب سرب و تفاله می‌شود. Dross به اکسیدهای سرب، مس، آنتیموان و سایر عناصری گفته می‌شود که در بالای سرب شناور هستند. معمولاً ضایعات را از بین می‌برند و برای بازیابی اجزای غیر سربی که به سایر سازندگان فلز فروخته می‌شوند به کوره تفاله فرستاده می‌شوند. فرایند پارکز برای جداسازی نقره یا طلا از سرب استفاده می‌شود.
در نهایت سرب مذاب تصفیه می‌شود و روش‌های پیرومتالورژی معمولاً برای حذف اجزای غیر سرب باقی‌مانده از مخلوط استفاده می‌شود، به عنوان مثال فرایند Betterton-Kroll و فرایند الکترولیتی Betts. فلزات غیر سرب معمولاً به سایر کارخانه‌های فرآوری فلز فروخته می‌شوند. سرب تصفیه شده ممکن است به آلیاژ یا مستقیم ریخته‌گری شود.
افرادی که در چنین کارخانه‌هایی کار می‌کنند یا در این کارخانه‌ها کار می‌کنند، فرآور‌ها نیز نامیده می‌شوند.

## سنگ معدن سرب

تکامل عیار سنگ معدن سرب استخراج شده در کشورهای مختلف (کانادا، استرالیا).

گالن، رایج‌ترین کانی سرب، در درجه اول سولفید سرب (PbS) است. سولفید به یک سولفیت (PbSO 3) اکسید می‌شود که از نظر حرارتی به اکسید سرب و گاز دی‌اکسید گوگرد تجزیه می‌شود. (PbO و SO 2) دی‌اکسید گوگرد (مانند دی‌اکسید کربن در مثال بالا) دفع می‌شود و اکسید سرب کاهش می‌یابد. انگلزیت، سروسیت، پیرومرفیت، میمتیت و ولفونیت سایر کانیهای سرب هستند.
عناصر دیگری که اغلب در سنگ معدن سرب وجود دارند عبارتند از روی و نقره.

## پردازش سرب ثانویه
بیشتر سرب تولید شده از منابع ثانویه می‌آید. ضایعات سرب شامل باتری‌های سرب اسیدی، پوشش‌های کابل، لوله‌ها، ورق‌ها و فلزات پوشش داده شده با سرب یا یاتاقان‌های سرب است. لحیم کاری، ضایعات محصول و تفاله نیز ممکن است به دلیل محتوای اندک سرب آن بازیابی شوند. بیشتر سرب ثانویه در باتری‌ها استفاده می‌شود.
برای بازیابی سرب از باتری، باتری خراب شده و اجزای آن طبقه‌بندی می‌شوند. اجزای حاوی سرب در کوره‌های بلند برای سرب سخت یا کوره‌های طنین دار دوار برای ذرات ریز پردازش می‌شوند. کوره بلند از نظر ساختار شبیه به کوره گنبدی است که در ریخته‌گری آهن استفاده می‌شود. کوره با سرباره، ضایعات آهن، سنگ آهک، کک، اکسیدها، تفاله و سرباره طنین دار شارژ می‌شود. کک برای ذوب و کاهش سرب استفاده می‌شود. سنگ آهک با ناخالصی‌ها واکنش نشان می‌دهد و به سمت بالا شناور می‌شود. این فرایند همچنین از اکسید شدن سرب جلوگیری می‌کند. سرب مذاب از کوره بلند به دیگ‌های نگهدارنده جریان می‌یابد. سرب ممکن است با آلیاژهایی از جمله آنتیموان، قلع، آرسنیک، مس و نیکل مخلوط شود. سپس به شمش ریخته می‌شود.

## قرارگیری در معرض سرب
الگو:Pollution sidebar
انسان‌ها هزاران سال است که سرب را ذوب می‌کنند و در این فرایند خود را مسموم می‌کنند. اگرچه مسمومیت با سرب یکی از قدیمی‌ترین خطرات محیطی و کاری شناخته شده‌است، اما درک مدرن از مقدار کمی سرب لازم برای ایجاد آسیب تا نیمه دوم قرن بیستم به وجود نیامد. قرن. هیچ آستانه ایمن برای قرار گرفتن در معرض سرب کشف نشده‌است - یعنی مقدار مشخصی از سرب وجود ندارد که برای آسیب رساندن به بدن بسیار کم باشد.
مرکز کنترل و پیشگیری از بیماری‌های ایالات متحده و سازمان بهداشت جهانی اعلام کرده‌اند که سطح سرب خون ۱۰ میکروگرم در دسی لیتر یا بالاتر، نگران کننده است. با این حال، سرب ممکن است رشد را مختل کند و اثرات مضری بر سلامتی داشته باشد، حتی در سطوح پایین‌تر، و هیچ سطح تماس ایمن شناخته شده‌ای وجود ندارد. مقاماتی مانند آکادمی اطفال آمریکا مسمومیت با سرب را سطح سرب خون بالاتر از ۱۰ میکروگرم در دسی لیتر تعریف می‌کنند.
کارخانه‌های ذوب سرب با کنترل‌های آلودگی اندک، به چندین مشکل زیست‌محیطی، به‌ویژه افزایش سطح سرب خون در جمعیت اطراف کمک می‌کنند. این مشکل به ویژه در بسیاری از کودکانی که در مجاورت یک کارخانه ذوب سرب بزرگ شده‌اند بسیار حیاتی است.

## تاریخ
اولین مهره‌های سرب ریخته‌گری شده شناخته شده در سایت Çatal Höyük در آناتولی (ترکیه) یافت شد و قدمت آن به حدود ۶۵۰۰ می‌رسد. قبل از میلاد، اما ممکن است این فلز قبلاً شناخته شده باشد. ذوب در گذشته دور با استفاده از بارهای سنگ سرب و زغال سنگ در کوره‌ها و کوره‌های بیرونی انجام می‌شده‌است.
اگرچه سرب یک فلز رایج است، اما کشف آن تأثیر نسبتاً کمی در دنیای باستان داشته‌است. آنقدر نرم است که نمی‌توان آن را برای سلاح‌ها (به‌جز احتمالاً به‌عنوان پرتابه‌های زنجیر) یا برای عناصر ساختاری استفاده کرد. با این حال، از آنجایی که ریخته‌گری و شکل‌دهی آسان بود، به‌طور گسترده در دنیای کلاسیک یونان باستان و روم باستان برای لوله‌کشی و ذخیره‌سازی آب مورد استفاده قرار گرفت. همچنین به عنوان ملات در ساختمان‌های سنگی و به عنوان ماده تحریر استفاده می‌شد. Smeltmills کارخانه‌هایی بودند که توسط آب کار می‌کردند و برای گداختن و فرآوری سرب و دیگر فلزات استفاده می‌شده‌اند. ذوب سرب رومی به شواهدی از آلودگی جهانی منجر شده‌است. هسته‌های یخی گرینلند از ۵۰۰ قبل از میلاد تا ۳۰۰ پس از میلاد، محتوای سرب قابل اندازه‌گیری در جو را نشان می‌دهند. محققان در حال مطالعه یک هسته یخی از Colle Gnifetti، در بخش سوئیس از توده مونته روزا، دریافتند که سطوح بالاتر آلودگی سرب موجود در هوا در اروپا با تغییرات در سیستم پولی از طلا به نقره از سال ۶۴۰ پس از میلاد همراه است. منبع آن احتمالاً معادن مله در فرانسه است. آلودگی هوای بعدی، بین سال‌های ۱۱۷۰–۱۲۱۶ پس از میلاد، با سوابق همزمان تولید سرب و نقره از معادن در ناحیه پیک انگلستان، در سطوحی مشابه آنچه در انقلاب صنعتی مشاهده شد، ارتباط قوی‌تری دارد.
جورجیوس آگریکولا (۱۴۹۴–۱۵۵۵) جزئیات روش‌ها و امکانات ذوب سرب را که در نیمه اول قرن شانزدهم در اروپا وجود داشت در کتاب نهم رساله خود در مورد معدن و متالورژی، <i id="mwfQ">De Re Metallica، ارائه کرد</i> . روش‌ها از چیدمان‌های اولیه اجاق باز (که اساساً آتش‌سوزی‌هایی که سنگ سرب روی آن‌ها انباشته می‌شد) تا کوره‌های بلندی که قادر به کار مداوم بودند، متغیر بودند.
در ایالات متحده ۴۰۰ شرکت ذوب سرب فراموش شده وجود دارد که در دهه ۱۹۳۰ تا ۱۹۶۰ فعالیت می‌کردند و ممکن است سطوح خطرناکی از آلودگی سرب را در خاک مجاور رسوب داده باشند.

### سایت‌های معدنی و ذوب تاریخی

#### آسیا
- گازیمورسکی زاود

#### استرالیا
- بولارو، نیو ساوت ولز
- آرجنتون، نیو ساوت ولز
- ذوب کاکل کریک

#### اروپا
- کارخانه اسملت گرینتون، یورکشایر شمالی، انگلستان
- میلفورد، دربی شایر
- مندیپ هیلز
- ویرکسورث
- کارخانه ذوب قلع و سرب در آرنهم، هلند، در دهه ۱۹۹۰ تعطیل شد.
- هارتز بالا، آلمان
- آثار کوپسا میکا، ترانسیلوانیا
- راملسبرگ، آلمان
- بالیکوروس سرب
- دالنگورسک
- ایس آنی
- Silberhütte (Harzgerode)

#### آمریکای شمالی
- کمپ ظهر، کالیفرنیا
- ناحیه سه ایالت (SE Kansas, SW Missouri, NE Oklahoma)
- ناحیه لید میسوری جنوب شرقی
- معدن‌های قدیمی، میسوری
- آسارکو موری، یوتا
- میدویل، یوتا
- شرکت بین‌المللی ذوب و پالایش Tooele، یوتا
- سیلور سیتی، یوتا
- کاروندلت، سنت لوئیس
- معدن و مجتمع ذوب بانکر هیل، آیداهو
- کچام، آیداهو
- ال پاسو، تگزاس
- دیویی هامبولت، آریزونا
- معدن کشیش، کانادا
- معادن سرو گوردو
- بوت، مونتانا
- جزیره بندر (سیاتل)
- سینسینوا، ویسکانسین
- شیکاگو شرقی، ایندیانا[۱۳]

## معادن و کارخانه‌های ذوب سرب فعال

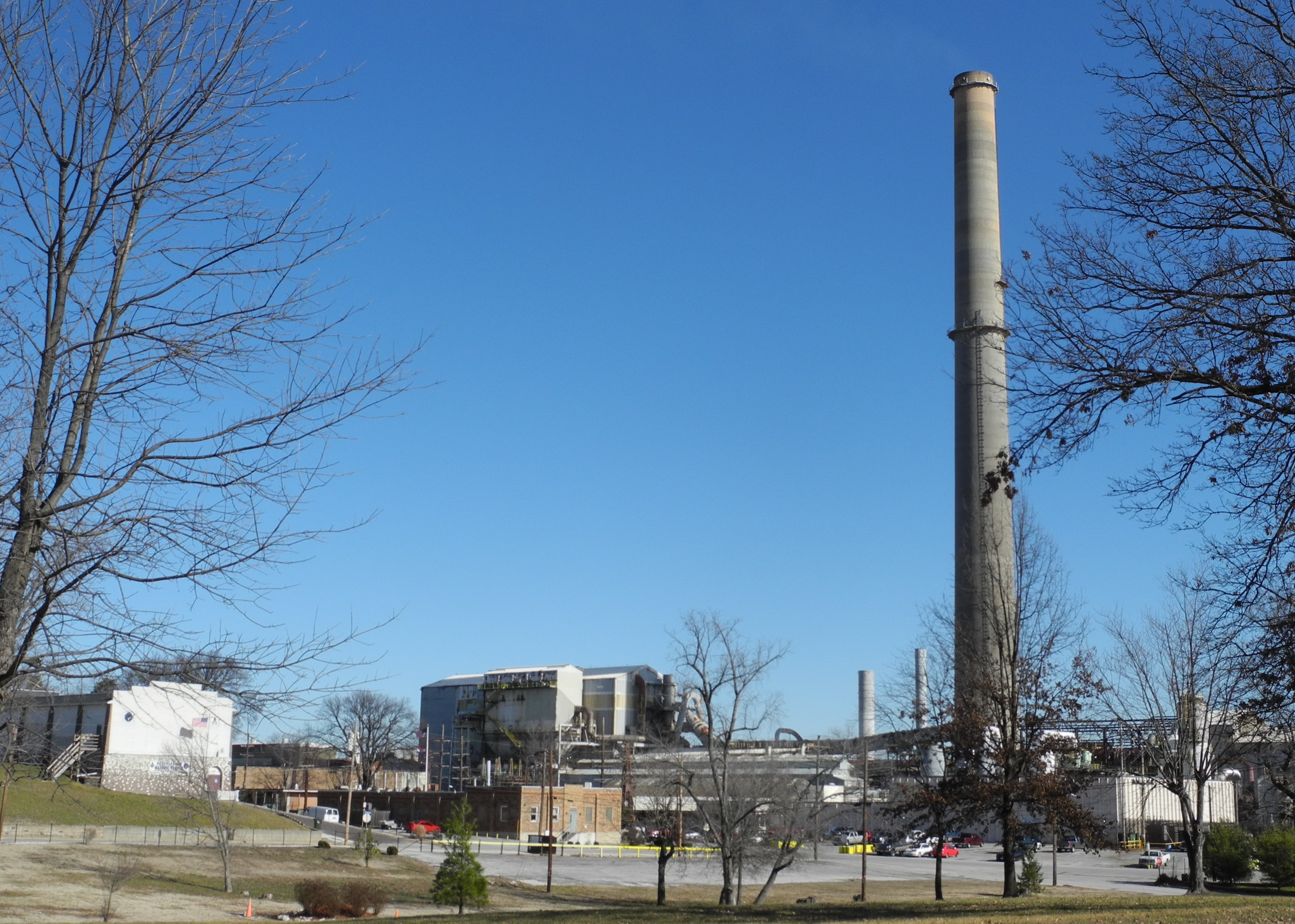
کارخانه ذوب سرب Doe Run در هرکولانیوم، میسوری

### آفریقا
- کیتو، زامبیا

### استرالیا
- Nyrstar Port Pirie
- برکن هیل، نیو ساوت ولز
- معادن کوه عیسی

### آسیا
- مجتمع ذوب چاندریا در منطقه چیتورگاره در ایالت راجستان هند

### اروپا
- کارخانه ذوب مس Rönnskär در Skelleftehamn سوئد است و محصولات اصلی آن مس، کلینکر روی، سرب و فلزات گرانبها است.
- کارخانه ذوب سرب Bergsöe در خارج از Landskrona در جنوب سوئد، سرب را از باتری‌های ضایعاتی خودرو استخراج می‌کند.
- معدن تارا
- KCM در پلوودیو که بیش از ۶۰ سال با استفاده از کوره بلند سرب تولید کرده‌است و اکنون در حال ارائه آنلاین کوره TSL ذوب جدید ۶۰ میلیون یورویی به منظور جایگزینی کوره بلند قدیمی است.

### آمریکای شمالی
- Doe Run Resources Corporation بزرگترین تولیدکننده سرب یکپارچه در آمریکای شمالی و بزرگترین تولیدکننده اصلی سرب در جهان غربی است.
- هیدن مملتر، آریزونا
- بلدون، نیوبرانزویک
- معدن Red Dog، آلاسکا
- Teck Trail Operations , Trail, BC، کانادا.

### آمریکای جنوبی
- لا اورویا
- Cerro de Pasco، پرو